# Нюцидерс
Нюцидерс (нім. Nüziders) — містечко й громада округу Блуденц в землі Форарльберг, Австрія. Нюцидерс лежить на висоті 562 м над рівнем моря і займає площу 22,16 км². Громада налічує 4880 мешканців. Густота населення 220/км².  
Громада складається з 15 окремих селищ та хуторів. 
Округ Блуденц лежить на півдні Форальбергу і межує зі Швейцарією. Місцеве населення, як і мешканці всього Форальбергу, розмовляє алеманським діалектом німецької мови, а тому ближче до швейцарців, ніж до населення більшої частини Австрії, яке розмовляє баварсько-австрійським діалектом. Основною індустрією Форальбергу є спортивний туризм, і кожен населений пункт має розвинуту інфраструктуру: транспорт, готелі тощо.     
|                                   |
| Нюцидерс на мапі округу та землі. |

Адреса управління громади: Sonnenbergstraße 14, 6714 Nüziders. 
У Нюцидерсі є дитсадок, початкова школа, середня і спортивна школа. 

## Демографія
Історична динаміка населення міста за даними сайту Statistik Austria